# Sgor an Lochain Uaine

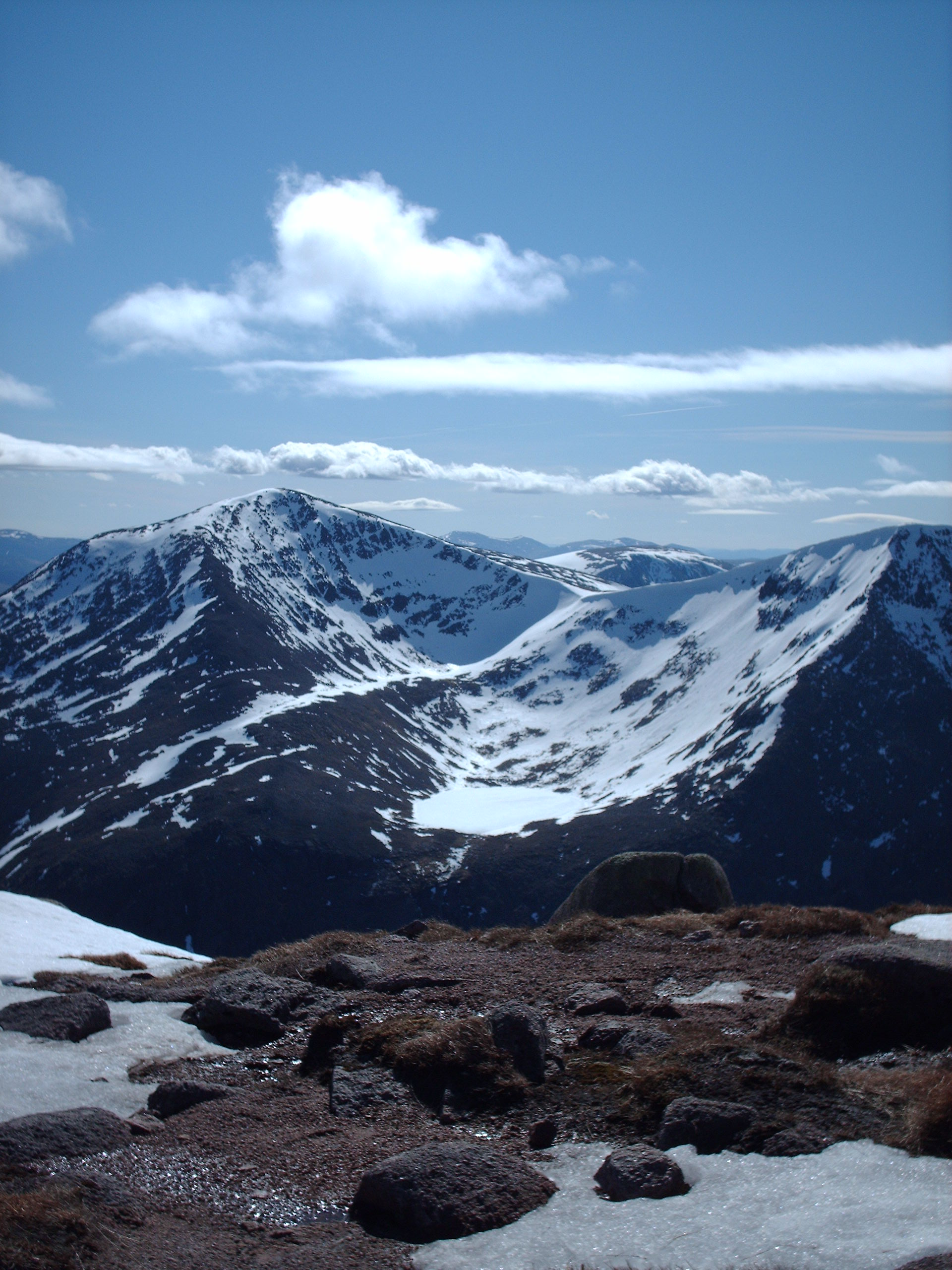
Cairn Toul (à gauche), Sgòr an Lochain Uaine (tout à fait à droite).

Le Sgòr an Lochain Uaine est une montagne du Cairngorms, en Écosse. C'est le cinquième plus haut sommet d'Écosse et du Royaume-Uni avec ses 1 258 m d'altitude. C'est le troisième plus haut sommet du massif de Cairngorms, se trouvant entre le Braeriach et le Cairn Toul sur la face est du passage de Lairig Ghru. Il a été élevé au statut de munro par le Scottish Mountaineering Club lors de la révision de 1997.
Sgòr an Lochain Uaine est une montagne isolée, disposant d'un long itinéraire d'ascension vers le sommet. Elle est généralement escaladée à la suite d'autres sommets de la région, comme le Cairn Toul et le Devil's Point au sud, Braeriach au nord. La majeure partie de la voie sud à l'avantage de pouvoir être parcourue en VTT.

## Toponymie
La montagne doit son nom à An Lochan Uaine, le Lochan situé dans le cirque au nord-est du sommet. Il est parfois connu comme The Angel's Peak, sur certaines cartes, mais il s'agit là d'une invention du XIXe siècle pour créer un antagoniste au proche The Devil's Point.